# Clytorhynchus
Clytorhynchus és un gènere d'ocells de la família dels monàrquids (Monarchidae).

## Taxonomia
Segons la Classificació del Congrés Ornitològic Internacional (versió 14.2, 2024) aquest gènere està format per cinc espècies:
- Clytorhynchus pachycephaloides - monarca bru.
- Clytorhynchus vitiensis - monarca de les Fiji.
- Clytorhynchus nigrogularis - monarca gorjanegre.
- Clytorhynchus sanctaecrucis - monarca de les Santa Cruz.
- Clytorhynchus hamlini - monarca de l'illa de Rennell.